# Gavin Newsom
Pour les articles homonymes, voir Newsom.
Gavin Newsom, né le 10 octobre 1967 à San Francisco (Californie), est un homme politique américain, membre du Parti démocrate et gouverneur de Californie depuis 2019. Après avoir fait fortune dans la propriété de restaurants et hôtels, il est maire de San Francisco de 2004 à 2011 et lieutenant-gouverneur de Californie de 2011 à 2019.
Lors des élections de 2018, Gavin Newsom est élu gouverneur par 60,2 % des voix face à John H. Cox, candidat du Parti républicain, avec la plus grande marge de victoire depuis 1950. Il succède ainsi à Jerry Brown, qui termine son quatrième mandat. Son programme politique orienté sur la santé, l'éducation et le logement, intitulé California Dream (« Rêve de Californie »), le situe à la gauche de son parti. En 2020, sa gestion de la pandémie de Covid-19 est initialement saluée, puis critiquée, ce qui mène au déclenchement d'une procédure de rappel, qu'il surmonte avec 61,8 % des voix.
En 2022, il est réélu pour un second mandat avec 59,3 % des voix.

## Biographie

### Jeunesse et formation
D'origine irlandaise par un de ses arrière-grands-parents, Gavin Newsom est le fils de William Alfred Newsom III (1934-2018), juge et administrateur du conglomérat de la famille Getty, et de Tessa Menzies (1946-2002).
Ses parents se séparent en 1969 et divorcent en 1972. Il vit avec son père jusqu'en 1977, puis avec sa mère. En 1985, il obtient son baccalauréat au Redwood High School à Larkspur. Il obtient en 1989, à l'université de Santa Clara, une licence en 3eme année universitaire, appelée au États-Unis et au Canada baccalauréat universitaire ès lettres (en anglais : Bachelor of Arts) en science politique.

### Début de carrière professionnelle
Après avoir commencé par vendre des orthèses pédiatriques, puis après une succession de plusieurs petits emplois, Gavin Newson connaît le succès économique avec la fondation en 1991 du groupe PlumpJack, grâce à l'aide financière d'un ami de sa famille, Gordon Getty, l'un des Américains les plus riches. Cette affaire se développe rapidement, jusqu'à compter environ 700 employés. Il la vend en 2004 quand il devient maire de San Francisco.

### Maire de San Francisco
Élu maire de San Francisco en 2003 avec 52,81 % des voix sur un programme de lutte contre la pauvreté, il prend ses fonctions le 8 janvier 2004. Il est réélu en 2007 avec environ 73,66 % des voix.
Il attire l'attention en février 2004 lorsqu'il ordonne aux officiers d'état civil de modifier les certificats de mariage pour accepter les unions entre personnes du même sexe, en contravention avec la proposition de loi no 22 votée par les Californiens en 2000. Du 12 février au 11 mars, environ 4 000 couples homosexuels sont mariés à San Francisco jusqu'à un ordre de la Cour suprême de Californie rendant les unions caduques.
Aux critiques de la sénatrice et ancienne maire de San Francisco Dianne Feinstein jugeant que ces unions sont « too much, too fast, too soon » (trop, trop rapide, trop tôt), Newson répond : « It is no longer acceptable for politicians to come to you every electoral cycle and ask you for money and then turn around and say, "It is too much, too soon." »
(Il n'est plus acceptable que les politiciens viennent vous demander de l'argent à chaque campagne électorale, puis s'en retournent en disant « c'est trop, trop tôt »)
Le 17 mai 2008, un arrêt de la Cour suprême de Californie affirme que l'interdiction du mariage gay est discriminatoire. Gavin Newsom commente : « C'est un grand jour pour San Francisco ».
Gavin Newsom veut également faire de San Francisco « la capitale du recyclage, le havre des immeubles verts, [...] et le fer de lance du développement de l'énergie solaire ».

### Candidature à l'élection du gouverneur de Californie
Le 21 avril 2009, Gavin Newsom annonce sa candidature pour l'élection au poste de gouverneur de Californie de novembre 2010. Un fort retard dans les sondages pour l'investiture démocrate face à l'ex-gouverneur Jerry Brown l'amène à renoncer fin octobre 2009, avant même que ce dernier ait fait acte officiel de candidature. 

### Lieutenant-gouverneur de Californie
Finalement, il devient colistier de Jerry Brown en tant que candidat au poste de lieutenant-gouverneur, et est élu le 2 novembre 2010. Il entre en fonction au côté de Jerry Brown le 10 janvier 2011. Le même jour, il démissionne de sa fonction de maire de San Francisco.

### Gouverneur de Californie
Jerry Brown étant inéligible à un troisième mandat, Gavin Newsom annonce dès 2015 sur les réseaux sociaux son intention de se présenter pour sa succession en 2018. À l'issue de l'élection du 6 novembre 2018, il est élu gouverneur avec 59,3 % face au candidat républicain John H. Cox. Il prête serment et entre en fonction le 7 janvier 2019.
Le 9 septembre 2019, il fait voter le décret SB-276 limitant les exemptions de l'obligation vaccinale à l'entrée en école, suscitant la colère des antivaxx.
En août 2020, après les manifestations antiracistes ayant suivi la mort de George Floyd, il adopte une loi qui oblige les étudiants de l'université d'État de Californie de suivre un cours d’études ethniques (ethnic studies) pour obtenir leur diplôme. La direction de ce réseau était, elle, opposée à cette mesure, estimant qu’il s'agissait d’une ingérence problématique dans les affaires des universités.
Il est visé pendant la campagne électorale de 2022 par Team Jorge, une officine politique secrète, d'origine israélienne ; usine à « fake news » spécialisée dans la désinformation basée sur l'Intelligence artificielle et les réseaux sociaux. Des dizaines de faux comptes Facebook et Twitter, se faisant passer comme ceux de défenseurs de l’environnement, attaquent sa politique énergétique, lui reprochant de refuser de développer davantage le nucléaire. Les constructeurs de centrale pourraient être les commanditaires.

#### Procédure de révocation
Le 21 février 2020, une pétition demandant l'organisation d'un référendum révocatoire contre Newsom est lancée par Orrin Heatlie, sheriff adjoint dans le comté de Yolo. Le texte reproche au gouverneur d'être favorable à l'immigration illégale alors que la Californie compte un grand nombre de personnes sans-abri, que le niveau d'imposition est élevé, que la qualité de vie est en baisse, ainsi que d'autres griefs. En avril 2021, le nombre de signatures requises, correspondant à 12 % du nombre de votants lors de la précédente élection gouvernorale de novembre 2018, est atteint. Newsom reçoit le soutien du président Joe Biden lors de cette procédure. À l'issue du vote le 14 septembre suivant, il est largement soutenu par les électeurs qui rejettent la destitution à 63,83 %.

#### Positionnement politique
Gavin Newsom est connu pour ses positions libérales sur les questions de société, notamment concernant la régulation des armes à feu. Il est plus conservateur sur les questions économiques, étant notamment partisan d'une certaine austérité budgétaire. Proche des milieux d'affaires, il prend en 2023 plusieurs décisions mécontentant les écologistes.
Craignant « un effet dissuasif sur l’industrie », Gavin Newson oppose le 29 septembre 2024 son veto à un projet de loi « pour une innovation sûre dans les modèles d’IA pionniers » SB 1047, qui impose des limitations aux modèles d’intelligence artificielle aux États-Unis en les rendant légalement responsables des dommages causés.
En 2024, afin de lutter contre le sans-abrisme qui touche San Francisco, il ordonne le démantèlement des campements de sans-abris.
Considéré comme en faveur des droits LGBT, il confie à Charlie Kirk, animateur de radio conservateur, qu'il s'oppose toutefois à la participation des femmes transgenres aux compétitions sportives.
En 2025, dans le contexte des manifestations de citoyens début juin 2025 dénonçant la politique migratoire de Trump, Newsom s'affiche comme opposant à ce dernier, lui reprochant un abus de pouvoir dans la décision d'envoi de militaires réservistes de la garde nationale, ainsi que 700 marines dans la ville de Los Angeles. En juin 2025, il prononce à Los Angeles un discours solennel dénonçant le président Trump qui « mène une attaque coordonnée contre les fondements mêmes de la démocratie américaine », qui en moins de six mois, a « déclaré la guerre à la culture, à l’histoire, à la science et à la connaissance elle-même » ; un président qui attaque de manière véhémente la science et les universités, les avocats et les juges, « les piliers d’une société civile ordonnée . Il dénonce la militarisation de la réponse aux manifestations, les raids violents de l’ICE dans les quartiers latinos et les expulsions massives qui alimentent les tensions et des interventions fédérales faites sans consultation locale. Newsom accuse Donald Trump de saper les contre-pouvoirs, dans une dérive autoritaire. Il appelle les citoyens à refuser la complaisance et à se mobiliser dans un moment qui est un tournant où l’allégeance au pouvoir ne doit pas l’emporter sur la démocratie.

### Vie privée

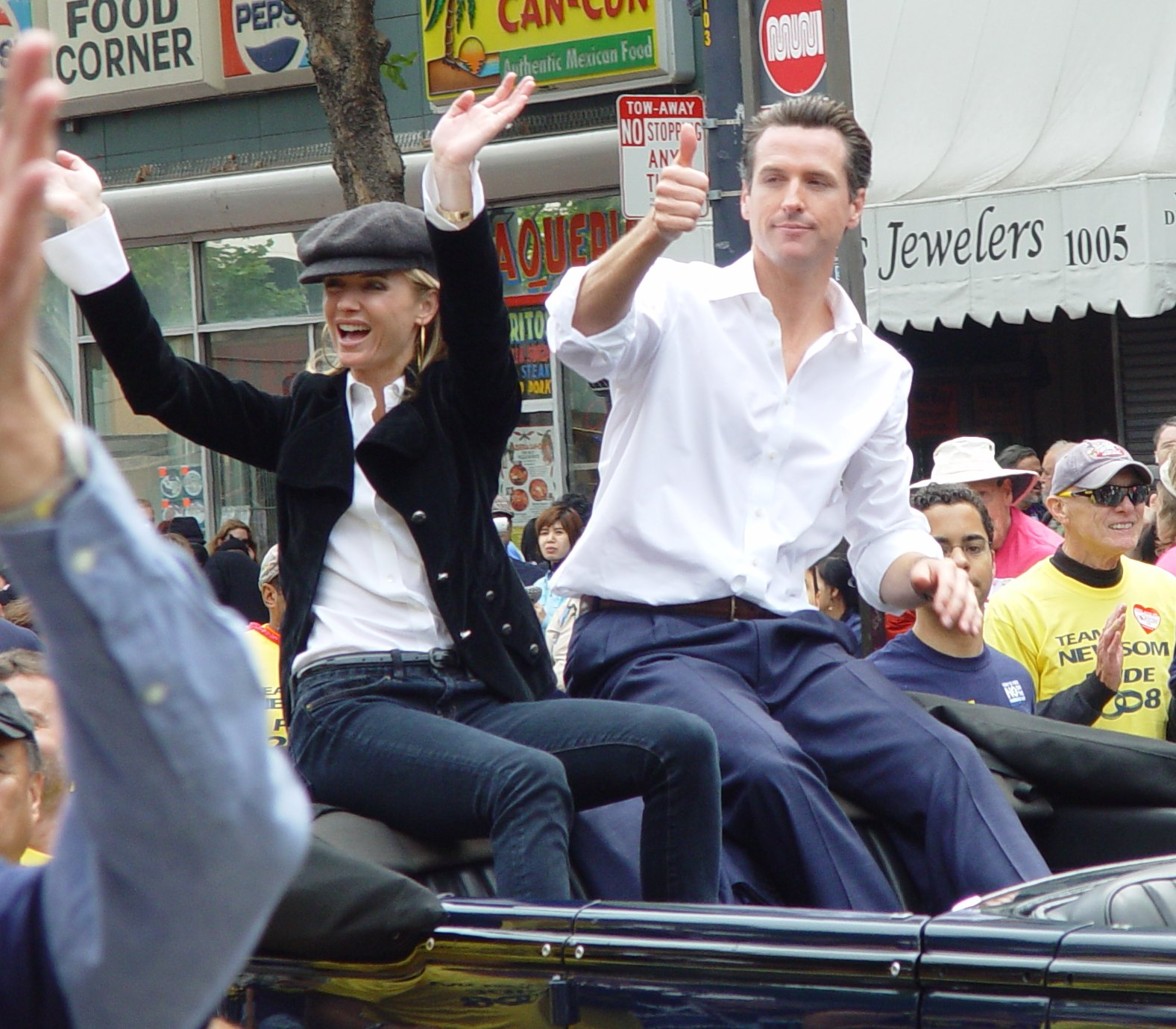
Gavin Newsom et son actuelle épouse Jennifer Siebel, peu avant leur mariage, lors de la San Francisco Pride du 29 juin 2008.

Gavin Newsom épouse en 2001 Kimberly Guilfoyle, ancienne mannequin et procureure adjointe de San Francisco, alors experte judiciaire sur Court TV, CNN et MSNBC.
Le couple introduit conjointement une demande de divorce le 7 janvier 2005, invoquant des difficultés dues à leurs carrières respectives, sur deux bords politiques opposés. 
En 2006, une liaison de quelques mois avec l'actrice Sofia Milos, une adepte en vue de l'Église de Scientologie.
En 2006, Il sort avec une mannequin Britannie Mountz.
Le 1er janvier 2007, Gavin Newsom confirme lors d'une conférence de presse avoir entretenu en 2005 une liaison avec l'épouse de son chef de campagne, Alex Tourk, qui avait démissionné la veille, alimentant les rumeurs.
Gavin Newsom se remarie avec l'actrice Jennifer Siebel le 26 juillet 2008 à Stevensville, dans l'État du Montana. Ils ont quatre enfants. Entre 2011 et 2019, la famille réside à Kentfield et depuis début 2019 à Fair Oaks, près de Sacramento.
Gavin Newsom est un cousin de la harpiste Joanna Newsom.